# Tren Interurbano (Costa Rica)
El Tren Interurbano es una línea de ferrocarril de pasajeros en Costa Rica operado por la empresa de ferrocarriles pública estatal, el Instituto Costarricense de Ferrocarriles, Incofer. La línea conecta las provincias de Alajuela, Heredia, San José y Cartago.

## Historia
Costa Rica tuvo dos líneas principales para carga y transporte de pasajeros, el Ferrocarril al Pacífico (entre San José y Puntarenas) y el Ferrocarril al Atlántico (entre Alajuela, a través de Heredia y San José a Limón) sus estaciones terminales convergen en el cantón de San José y están conectadas entre sí por dos kilómetros de ferrocarril.
Entre 1993 y 1995 un breve servicio de pasajeros hizo uso de los rieles pero no se obtuvo las ganancias necesarias para mantener a flote al Incofer, el cual tuvo un cierre técnico en 1995.
Incofer entonces creó el Tren Interurbano como una sola línea de pasajeros que hace uso de esta infraestructura y derechos de vía aun disponible.

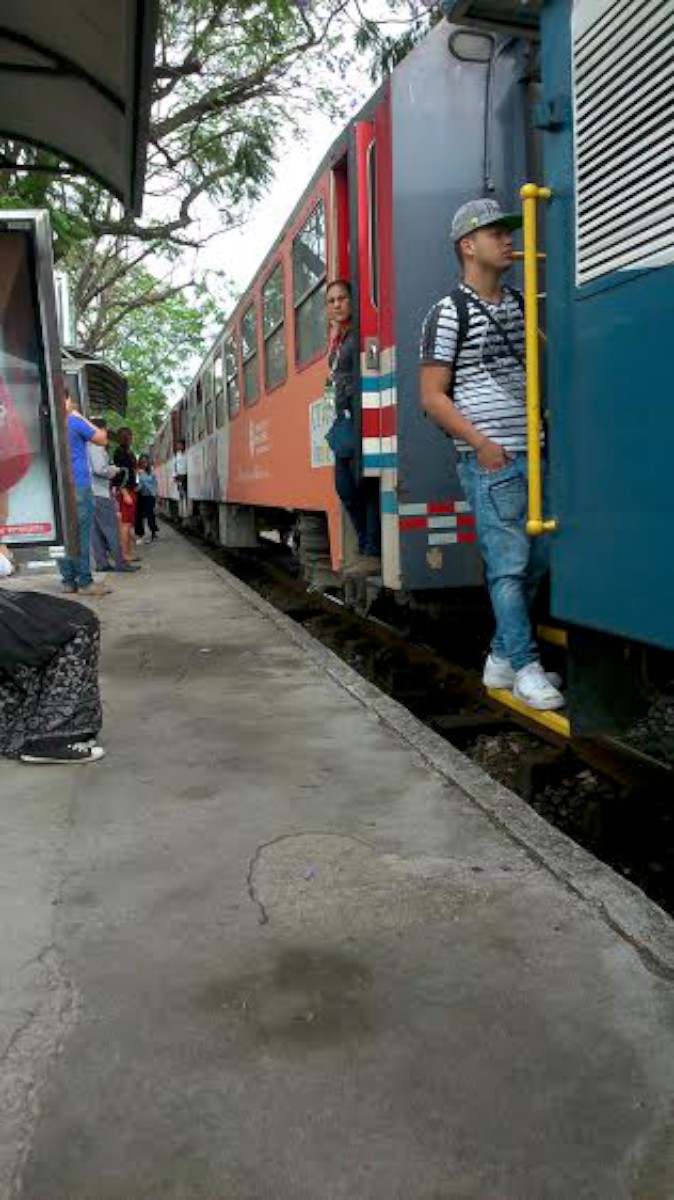
Tren Interurbano llegando a La Sabana

La línea en 2005 operaba inicialmente inicial entre Metrópoli de Pavas y la Universidad Latina en Montes de Oca, durante la administración del presidente Abel Pacheco.
En 2008 se anunció que se extendería la línea hasta Heredia por lo que se iniciaron labores de limpieza y pruebas de viaje, en las cuales los descarrilamientos eran comunes. Más tarde en el 2009 bajo la administración de Óscar Arias Sánchez se pone en marcha el servicio.
Se adquirieron nuevos equipos ferroviarios desde España, las unidades Apolo 2400, que fueron importadas en el 2009.
Tiempo después se reactivó en el 2011 y 2013 los servicios a Belén y Cartago respectivamente. En 2014 se inició con la extensión del este servicio hasta la provincia de Alajuela, obra que ya inició su operaciones a inicios del 2017.
Se pasó de transportar 1000 personas diarias en 2005 a más de 20 000 en el 2015.

## Datos técnicos
La línea opera a nivel de calle, el cual lo hace difícil de conseguir una velocidad óptima debido a encuentros frecuentes con tráfico vehicular, en promedio la velocidad es de 33,2 kilómetros por hora.

### Equipo ferroviario
Se utilizan locomotoras y unidades diésel. 
- Serie 2400 de Renfe, España.
- GE Universal 11B
- Ocho unidades CRRC Qingdao Sifang
- Algunos de los vagones de pasajeros fueron construidos en el país por COOPESA.

Los servicios actuales han sido brindados mayoritariamente, con material rodante General Electric ya existente que fue utilizado para el antiguo servicio al puerto de Limón muchos de estos equipos estuvieron en abandono y pese a su restauración se encuentran con su vida útil agotada.
Sin embargo entre los años 2009 y 2013 se concretaron varias compras de unidades automotores, éstas las de la Serie 2400 de Renfe éstos trenes, conocidos popularmente como Apolos han venido a modernizar un poco este transporte urbano.
Aproximadamente se usan 19 unidades mayoritariamente la de la Serie 2400 de Renfe y también el antiguo material rodante General Electric, estos últimos los de mayor capacidad de transporte de pasajeros, por esta razón dichos equipos son empleados en la hora punta por la mañana aproximadamente de 6:00am a 7:30am y por la tarde de 5pm a 7pm.Pese a la buena capacidad de estos antiguos equipos se sufre en muchos recorridos de sobredemanda.

## Servicios
Hay tres servicios funcionando en el Tren Interurbano, haciendo uso en común del equipo de forma compartida, y hay traslape entre un servicio y otro.
No existen servicios exprés, todas las paradas son atendidas.

### San José-Cartago
Haciendo uso de la línea de ferrocarril vieja al Atlántico, pero acabando en Plaza Paraíso.
| Nombre      | Distancia | Tipo de estación       | Otros servicios                                               | Distrito, Canton         |
| ----------- | --------- | ---------------------- | ------------------------------------------------------------- | ------------------------ |
| Atlántico   | 0,00 km   | Edificio, con personal | Belén-Pavas–Curridabat, Alajuela-Río Segundo-Heredia-San José | Carmen, San José         |
| UCR         | 1,94 km   | Plataforma             | Belén-Pavas–Curridabat                                        | San Pedro, Montes de Oca |
| ULatina     | 2,88 km   | Plataforma             | Belén-Pavas–Curridabat                                        | San Pedro, Montes de Oca |
| CFIA        | 3,78 km   | Plataforma             | Belén-Pavas–Curridabat                                        | Curridabat, Curridabat   |
| UACA        | 5,72 km   | Plataforma             |                                                               | Sánchez, Curridabat      |
| Tres Ríos   | 10,21 km  | Plataforma             |                                                               | Tres Ríos, La Unión      |
| Cartago     | 20,52 km  | Edificio, con personal |                                                               | Occidental, Cartago      |
| Los Ángeles | 21,76 km  | Plataforma             |                                                               | Oriental, Cartago        |
| Oreamuno    | 24,26 km  | Plataforma             |                                                               | San Rafael, Oreamuno     |
| Paraíso     | 27,06 km  | Plataforma             |                                                               | Paraíso, Paraíso         |

### Curridabat-Pavas-Belén
Utilizando la línea de ferrocarril al Pacífico, con un segmento pequeño de la línea al Atlántico.
| Nombre          | Distancia | Tipo de estación       | Otros servicios                                | Distrito, Canton         |
| --------------- | --------- | ---------------------- | ---------------------------------------------- | ------------------------ |
| Belén           | 0,00 km   | Edificio, con personal |                                                | San Antonio, Belén       |
| Pedregal        | 0,98 km   | Plataforma             |                                                | San Antonio, Belén       |
| Metrópoli       | 4,88 km   | Plataforma             |                                                | Pavas, San José          |
| Demasa          | 5,85 km   | Plataforma             |                                                | Pavas, San José          |
| Pecosa          | 6,78 km   | Plataforma             |                                                | Pavas, San José          |
| Pavas Centro    | 7,77 km   | Plataforma             |                                                | Pavas, San José          |
| Jacks           | 8,97 km   | Plataforma             |                                                | Pavas, San José          |
| Tubo Tico (AyA) | 9,54 km   | Plataforma             |                                                | Pavas, San José          |
| La Salle        | 10,85 km  | Plataforma             |                                                | Mata Redonda, San José   |
| Contraloría     | 11,74 km  | Plataforma             |                                                | Mata Redonda, San José   |
| Cementerio      | 13,08 km  | Plataforma             |                                                | Hospital, San José       |
| Pacífico        | 14,41 km  | Edificio, con personal |                                                | Hospital, San José       |
| Plaza Víquez    | 15,15 km  | Plataforma             |                                                | Catedral, San José       |
| La Corte        | 15,91 km  | Plataforma             |                                                | Catedral, San José       |
| Atlántico       | 17,94 km  | Edificio, con personal | Cartago, Alajuela-Río Segundo-Heredia-San José | Carmen, San José         |
| UCR             | 19,88 km  | Plataforma             | Cartago, Alajuela-Río Segundo-Heredia-San José | San Pedro, Montes de Oca |
| ULatina         | 20,82 km  | Plataforma             | Cartago, Alajuela-Río Segundo-Heredia-San José | San Pedro, Montes de Oca |
| CFIA            | 21,72 km  | Plataforma             | Cartago                                        | Curridabat, Curridabat   |

#### Extensión prevista
Se realiza limpieza y reconstrucción de la vía para llegar a la siguiente ubicación.
| Nombre                  | Distancia                        | Tipo de estación                | Otros servicios | Distrito, Canton     |
| ----------------------- | -------------------------------- | ------------------------------- | --------------- | -------------------- |
| San Rafael, Ojo de Agua | 4,26 km oeste de estación Belén. | Edificio de estación abandonada |                 | San Rafael, Alajuela |

### San José-Heredia-Alajuela
Hace uso del segmento de Alajuela a través de Heredia hacia la estación Atlántica.
| Nombre             | Distancia | Tipo de estación       | Otros servicios                 | Distrito, Canton               |
| ------------------ | --------- | ---------------------- | ------------------------------- | ------------------------------ |
| Alajuela           | 0,00 km   | Plataforma             |                                 | Alajuela, Alajuela             |
| Bulevar Aeropuerto | 2,09 km   | Plataforma             |                                 | Río Segundo, Alajuela          |
| Río Segundo        | 3,40 km   | Plataforma             |                                 | Río Segundo, Alajuela          |
| San Joaquín        | 7,14 km   | Plataforma             |                                 | San Joaquín, Flores            |
| San Francisco      | 9,84 km   | Plataforma             |                                 | San Francisco, Heredia         |
| Heredia            | 11,24 km  | Edificio, con personal |                                 | Heredia, Heredia               |
| Miraflores         | 12,61 km  | Plataforma             |                                 | Rincón de Sabanilla, San Pablo |
| Santa Rosa         | 14,69 km  | Plataforma             |                                 | Santa Rosa, Santo Domingo      |
| Colima             | 16,94 km  | Plataforma             |                                 | Colima, Tibás                  |
| Calle Blancos      | 19,22 km  | Plataforma             |                                 | Calle Blancos, Goicoechea      |
| Atlántico          | 20,86 km  | Edificio, con personal | Cartago, Belén-Pavas–Curridabat | Carmen, San José               |
| UCR                | 22,80 km  | Plataforma             | Cartago, Belén-Pavas–Curridabat | San Pedro, Montes de Oca       |
| ULatina            | 23,74 km  | Plataforma             | Cartago, Belén-Pavas–Curridabat | San Pedro, Montes de Oca       |

### Tarifas y distancias desde San José
- Pavas-Curridabat ₡635 y tarifa mínima ₡310. 15 km
- San José-Heredia: ₡545
- San José-Belén: ₡440
- San José-Cartago: ₡705
- San José-Alajuela: ₡800

Los adultos mayores están exentos de pago.
(Valores expresados en colón costarricense)

## Futuro

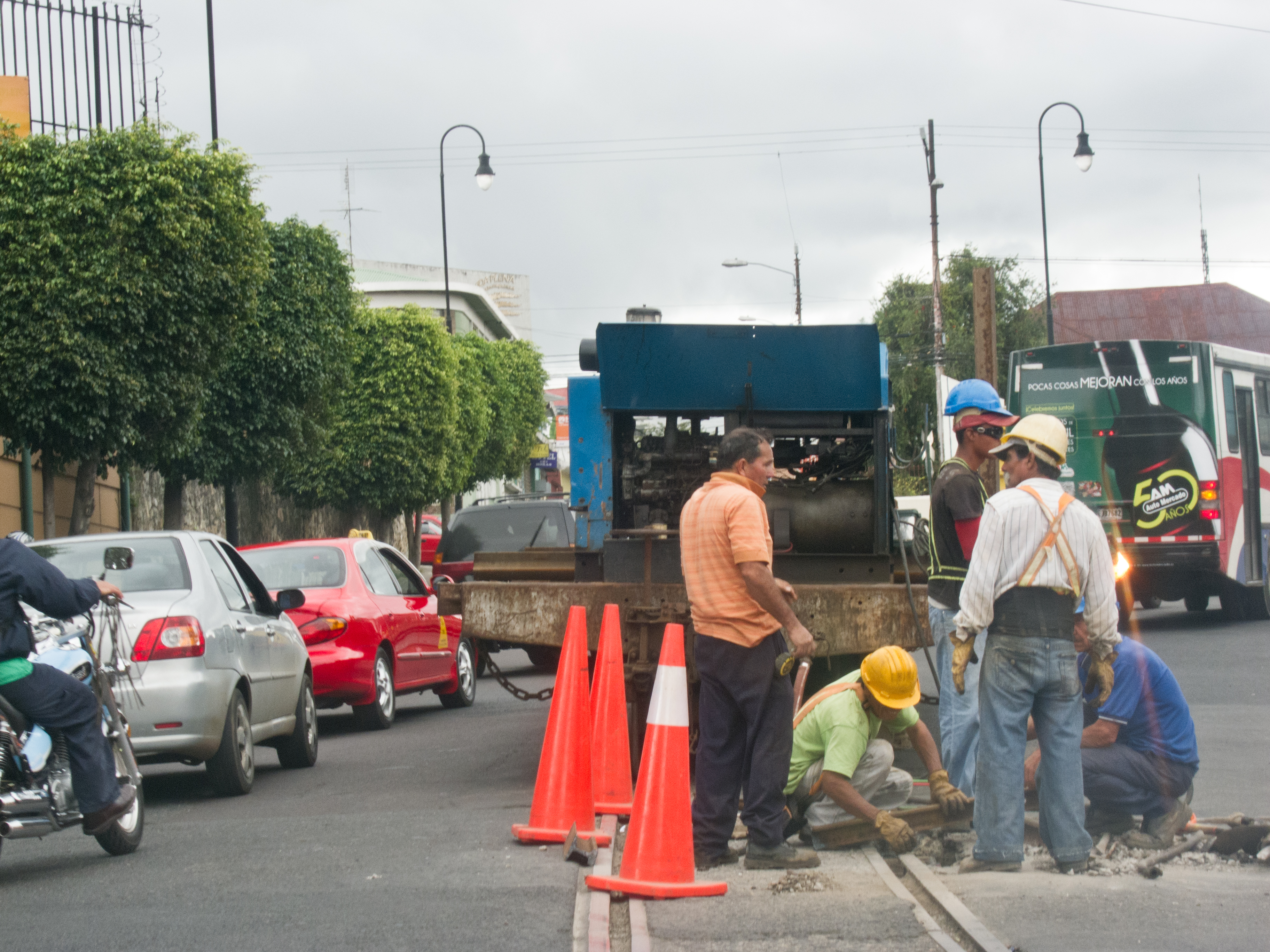
Arreglando la vía férrea de Incofer en San José

Existen planes de llevar este servicio a Paraíso de Cartago y Atenas en Alajuela.
Pero lo más importante en este momento es la aprobación de la ley de fortalecimiento del Instituto Costarricense de Ferrocarriles, ésta ya se encuentra en discusión en la Asamblea Legislativa. Con esto se pretende iniciar con la modernización de este medio de transporte, pues cuenta con gran rezago, tanto en equipos y en infraestructuras tales como vías férreas y estaciones.
Dicho proyecto contempla un tren de cercanías el cual se extendería de Paraíso de Cartago hasta la provincia de Alajuela.

#### Etapa Cero de Electrificación
Existen planes para electrificar las líneas de pasajero, empezando con una "Etapa Cero", lo cual significa empezar con nuevas locomotoras diésel más eficientes.  Estas ocho unidades nuevas fueron compradas a la compañía CRRC Qingdao Sifang de China,  tendrán más espacio interno y los asientos están distribuidos a lo largo de las paredes de las unidades.
Con las unidades nuevas sería posible extender y proporcionar el servicio a las comunidades de Paraíso, Cartago y San Rafael, Alajuela.

### Tren Rápido de Pasajeros
Existen planes para reconstruir la línea de pasajeros completamente, con un tren electrificado bidireccional, el proyecto se conoce como Transporte Rápido de Pasajeros (TRP) o Tren Eléctrico del Gran Área Metropolitana (TE-GAM).
El proyecto incluye segmentos elevados para evitar cruces a nivel de carretera vehicular, cuarenta y seis estaciones (cinco de las cuales serían elevadas), y servicio cada tres a cinco minutos.
Una fecha de inicio proyectada para la línea de ferrocarril eléctrica bidireccional está puesta para alrededor del año 2025, con pujar las ofertas que empiezan en 2022.
Dicho proyecto fue cancelado por el gobierno debido al excesivo costo de $1.500 millones de dólares, además de $150 millones de aporte gubernamental anualmente. El proyecto especificada el cambio de ancho de vía. Dejar los puentes al ancho actual.

## Accidentes
En el momento de su reapertura, el tren no contaba con barreras, campanas o cualquier otra medida de seguridad, accidentes entre el tren y los vehículos son comunes, así como accidentes con peatones, en 2018 se instalaron medidas de seguridad en 45 cruces, con planes para llegar hasta a 136 cruces intervenidos, sin embargo el vandalismo y los accidentes contra las barreras en sí mismas son comunes.

### Choque frontal de trenes de 2016
El 8 de abril de 2016 ocurre un accidente en las cercanías de Pavas, San José, en el que dos trenes en direcciones opuestas del servicio Belén-Pavas-San José colisionan de frente a una velocidad de 32 a 36 km/h.  Esto ocurre debido un error humano ya que el sistema ferroviario no cuenta con controles automatizados y se depende del control manual de desvíos gestionado por transmisiones de radio y realizado por el asistente de maquinista a bordo. Se reportaron al menos 101 heridos, 5 de ellos de gravedad, de 245 pasajeros atendidos, ningún fallecido. Para enero de 2020 se espera el fallo judicial contra el Incofer por parte de 43 personas afectadas.